# كاتدرائية ليستر

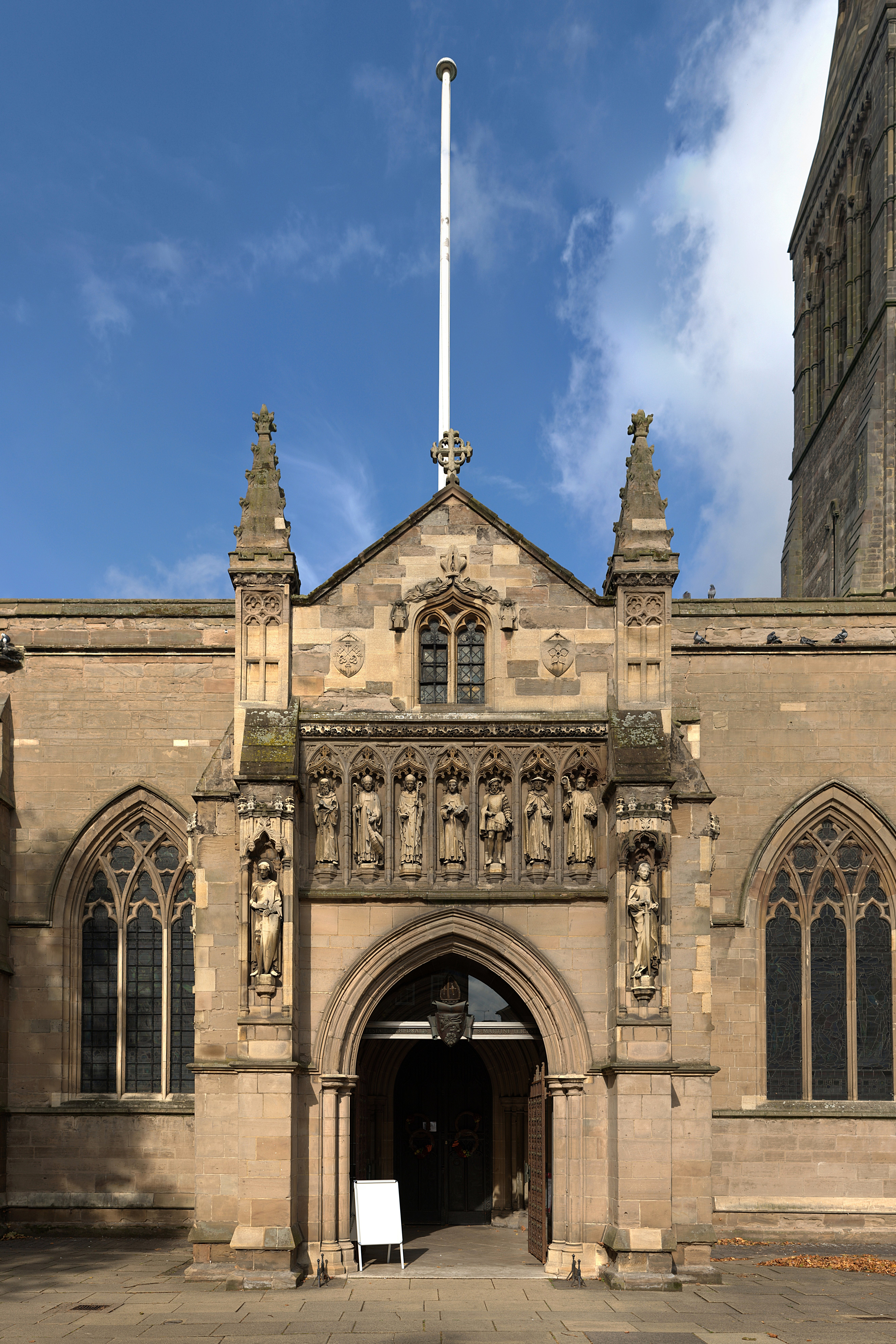
رواق فوغان (بناء عام 1897) تصميم المعماري جورج فريدريك بودلي

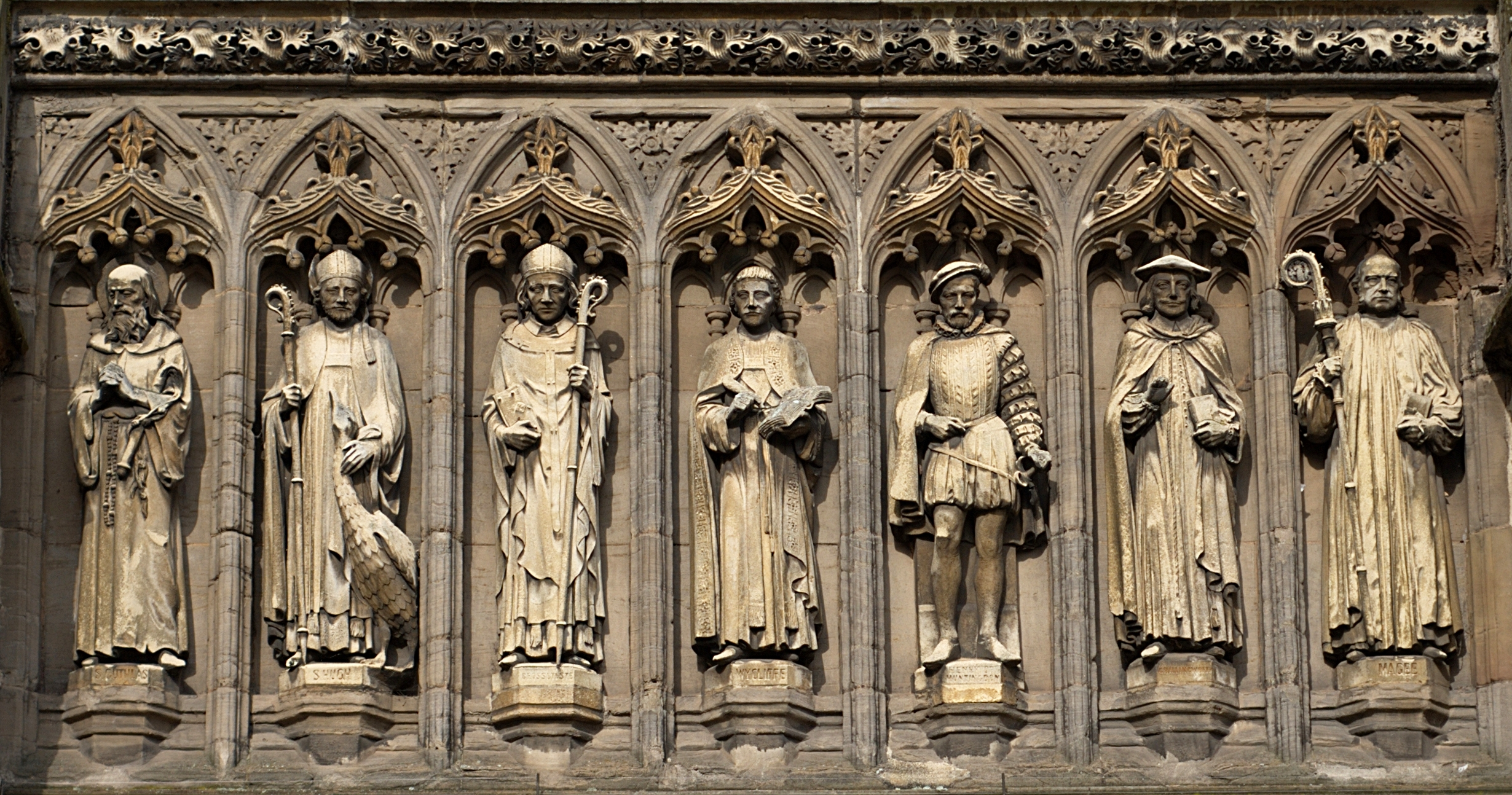
التماثيل في رواق فوغان

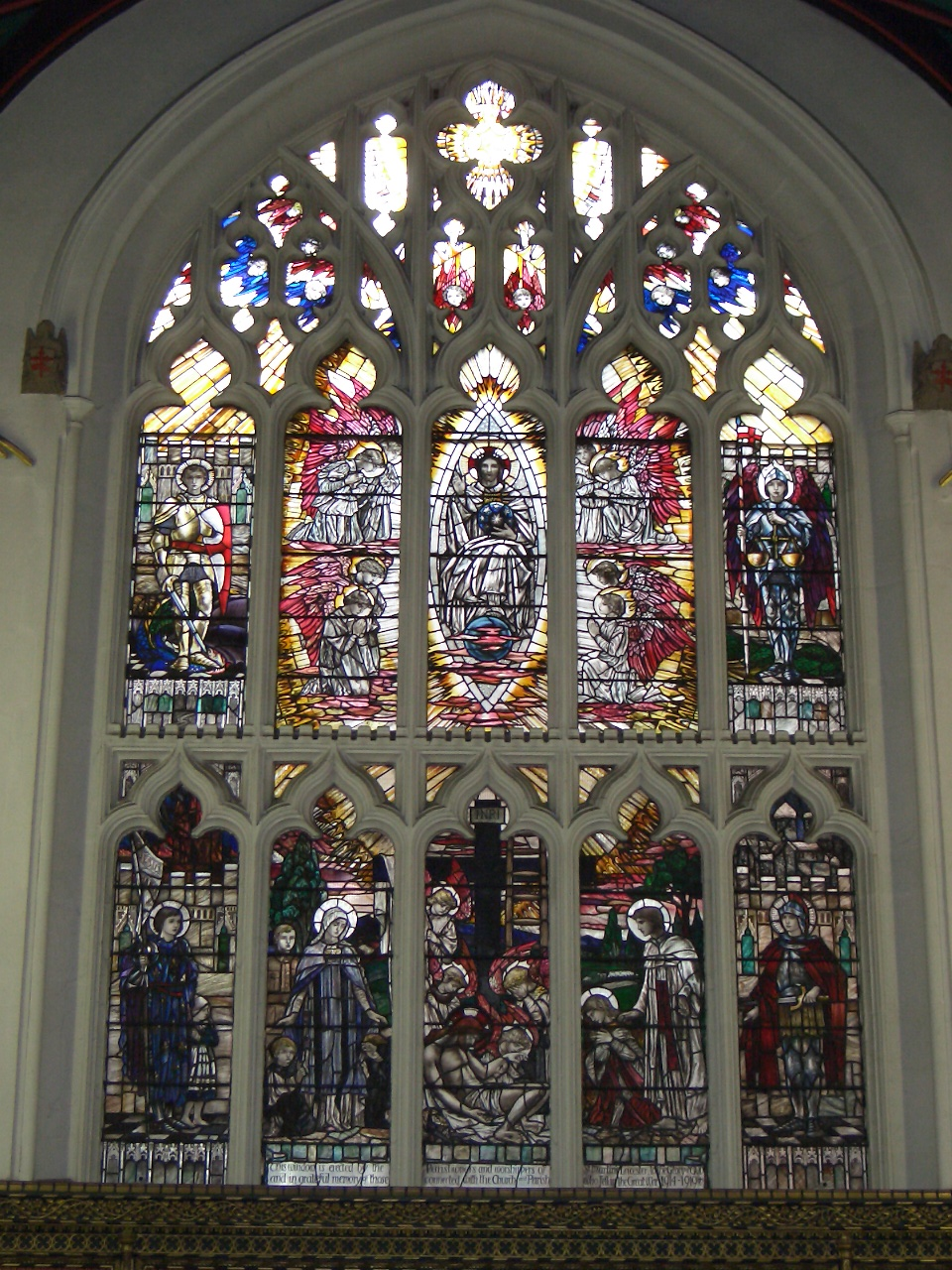
النافذة الشرقية

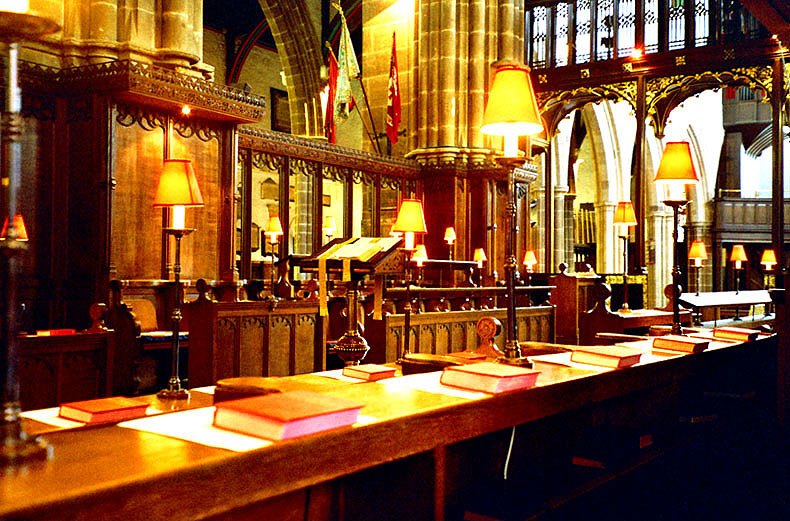
أكشاك الجوقة في المذبح (تمت إزالتها الآن)

كنيسة كاتدرائية سانت مارتن، ليستر ،  المعروفة باسم كاتدرائية ليستر ،  هي كاتدرائية تابعة لكنيسة إنجلترا في ليستر ، إنجلترا ومقر أسقف ليستر. تم الارتقاء بالكنيسة إلى مستوى كنيسة جماعية في عام 1922 وتم بناء كاتدرائية في عام 1927 بعد إنشاء أبرشية جديدة في ليستر عام 1926.  
أعيد دفن رفات الملك ريتشارد الثالث في الكاتدرائية في عام 2015 بعد اكتشافها في مكان قريب في أساسات كنيسة غريفريارس المفقودة.  

## تاريخ
تقع كاتدرائية ليستر في قلب مدينة ليستر القديمة. تشتهر الكاتدرائية بأنها تضم قبر الملك ريتشارد الثالث. تم بناء الكنيسة في موقع الآثار الرومانية وهي مخصصة لسانت مارتن أوف تورز، وهو ضابط روماني من القرن الرابع أصبح أسقفًا. يكاد يكون من المؤكد أنها واحدة من ست كنائس مشار إليها في كتاب يوم القيامة (سنة 1086) ويمكن إرجاع أجزاء من المبنى الحالي إلى الكنيسة النورماندية التي تعود إلى القرن الثاني عشر والتي أعيد بناؤها في القرنين الثالث عشر والخامس عشر. في العصور الوسطى، ضمن موقعها المجاور لقاعة نقابة ليستر، أن أصبحت كنيسة سانت مارتن المدنية في ليستر مع روابط قوية مع التجار والنقابات في المدينة. المبنى الذي تراه اليوم يغلب عليه الطابع الفيكتوري. تم تصميم البرج والرمح بطول 220 قدمًا من قبل المهندس المعماري رافائيل براندون وأعيد بناؤه في ستينيات القرن التاسع عشر. في عام 1927 تم تكريس كاتدرائية سانت مارتن ككاتدرائية ليستر عندما أعيد إنشاء الأبرشية، بعد أكثر من 1000 عام من هروب آخر أسقف ساكسون من ليستر من الغزاة الدنماركيين. يزور اليوم أكثر من مائة ألف شخص كاتدرائية ليستر كل عام، وذلك أساسًا لرؤية قبر الملك ريتشارد الثالث، آخر ملك إنجليزي يموت في المعركة. تم دفن رفات الملك ريتشارد من قبل رئيس أساقفة كانتربري في مارس 2015 بعد خمسة أيام من الأحداث والأنشطة التذكارية في جميع أنحاء مدينة ومقاطعة ليستر. القبر حاليا مكون من قطعة واحدة من حجر سواديدال (باللغة الإنكليزية: Swaledale) الأحفوري وزنها 3 أطنان. في الداخل، في معرض دائم، يوجد ما يعرف بالـ بال (باللغة الإنكليزية: Pall)، وهو قطعة قماش مزخرفة غطت نعش الملك ريتشارد أثناء إعادة دفنه. تم تصميمه وإنشائه من قبل الفنانة جاكي بينز. يروي التطريز قصة حياة الملك ريتشارد واكتشاف جثته في موقف للسيارات بالقرب من الكاتدرائية. تشمل العناصر الأخرى التي يمكن رؤيتها داخل الكاتدرائية تماثيل خشبية منحوتة تعود إلى القرن الرابع عشر، كل منها «مصاب» بنوع من المرض. أحدهما لديه جهاز سمعي من القرون الوسطى، بينما يعاني الآخر من آلام في الكتفين. توجد كنيسة مخصصة لسانت مارتن في الموقع منذ حوالي 900 عام، وتم تسجيلها لأول مرة في عام 1086 عندما تم استبدال الكنيسة السكسونية القديمة بكنيسة نورماندية.   يعود تاريخ المبنى الحالي إلى هذا العصر تقريبًا، مع إضافة مستدقة وترميمات مختلفة على مر السنين.   معظم ما يمكن رؤيته اليوم هو ترميم فيكتوري للمهندس رافائيل براندون.  كانت كاتدرائية أبرشية الأنجلو ساكسونية السابقة في ليستر في موقع مختلف.
كان هناك تابوت اجوف كحجر تذكاري ل ريتشارد الثالث في الآونة الأخيرة كمذبح للملك. تم استبداله بقبر الملك نفسه. قُتل الملك عام 1485 في ساحة معركة ليسيسترشاير في بوسورث فيلد، ودُفن تقريبًا في غريفريارس، ليستر. تم استخراج رفاته من موقع غري فيرز في عام 2012، وتم التأكيد علنًا على أنه الملك ريتشارد الثالث بعد اختبار الحمض النووي له في فبراير 2013.   أعلن بيتر سولسبي، عمدة مدينة ليستر، وديفيد مونتيث، المستشار الكنسي للكاتدرائية، أنه سيتم إعادة دفن جثة الملك في كاتدرائية ليستر في عام 2015. تم تنفيذ ذلك في 26 مارس.
تم تركيب النافذة الشرقية كنصب تذكاري لأولئك الذين ماتوا في الحرب العالمية الأولى. أعلى نافذة تحتوي على كرة شبيهة بالشمس مع ملاك بهيئة طفل يشع بعيدًا عنها. في الوسط، يجلس يسوع ممسكًا بيد واحدة سماء مرصعة بالنجوم ورجل واحدة على جحيم ملطخ بالدماء. يحيط بيسوع ثمانية ملائكة أجنحتها مصنوعة من زجاج أحمر. إلى أقصى اليمين يقف القديس ميخائيل رئيس الملائكة، الذي يقف على ذيل تنين. يذهب التنين خلف يسوع ويمكن رؤيته من جديد تحت أقدام القديس جورج الذي يقف على رأسه. في الصف السفلي يمكن رؤيته من اليسار القديسة جان دارك ومريم العذراء ويسوع مع ملائكة باكية ومريم المجدلية وجيمس وسانت مارتن من تورز. تحتوي النافذة على صورة لجندي من الحرب العالمية الأولى.
تم ترميم البرج والرمح داخليًا وخارجيًا في 2004-2005. كان العمل الرئيسي هو تنظيف واستبدال أي أعمال حجرية ضعيفة بحجر بديل محفور من وادي تاين. وصلت التكلفة إلى 600 ألف جنيه إسترليني، حيث تبرعت هيئة التراث الإنجليزي بـ 200 ألف جنيه إسترليني، وتم جمع الباقي من خلال التبرعات العامة.
تتمتع الكاتدرائية بصلات وثيقة مع مدرسة ليستر كرامر التي كانت تقع بجوارها مباشرةً. كانت التجمعات الصباحية تعقد كل أسبوع في أيام مختلفة اعتمادًا على مجموعات السنة في المدرسة، حيث يحضر تلاميذ المدرسة إلى لتقديم الخدمات في الكنيسة. تستمر العلاقة بين الكنيسة والمدرسة على الرغم من انتقال المدرسة إلى غريت غلين، على بعد حوالي سبعة أميال جنوب ليستر. 
في عام 2011، بعد تجديد واسع النطاق، انتقلت مكاتب الكاتدرائية إلى الموقع السابق لمدرسة ليستر كرامر، وتمت إعادة تسمية المبنى باسم بيت القديس مارتين. تم نقل مدرسة أغاني الكورال أيضًا إلى المبنى الجديد، ويوفر الموقع الجديد أيضًا غرف اجتماعات ومرافق أخرى يمكن استئجارها. تم افتتاح المبنى الجديد رسميًا من قبل أسقف ليستر في عام 2011.
في يوليو 2014، أكملت الكاتدرائية إعادة تصميم حدائقها، بما في ذلك تركيب تمثال من عام 1980 لريتشارد الثالث. بعد قرار المراجعة القضائية لصالح ليستر، تم وضع خطط لإعادة رفات ريتشارد الثالث في كاتدرائية ليستر، بما في ذلك قبر جديد وإعادة ترتيب أوسع للديكور الداخلي للكاتدرائية. تمت إعادة الدفن في 26 مارس 2015 بحضور صوفي، كونتيسة ويسيكس (ممثلة الملكة) والأمير ريتشارد دوق غلوستر.
في 13 أبريل 2017، وزعت الملكة إليزابيث الثانية نقودًا في الكاتدرائية على 182 مستلمًا.
في عام 2022، بدأت الحفريات الأثرية، بقيادة فريق جامعة ليستر الذي اكتشف بقايا ريتشارد الثالث، لمقبرة تعود إلى أواخر العصر الساكسوني في موقع مدرسة أولد سونغ كجزء من مشروع كاتدرائية ليستر التي تم الكشف عنها بناء تراث جديد ومركز تعليمي.

## المعمارية

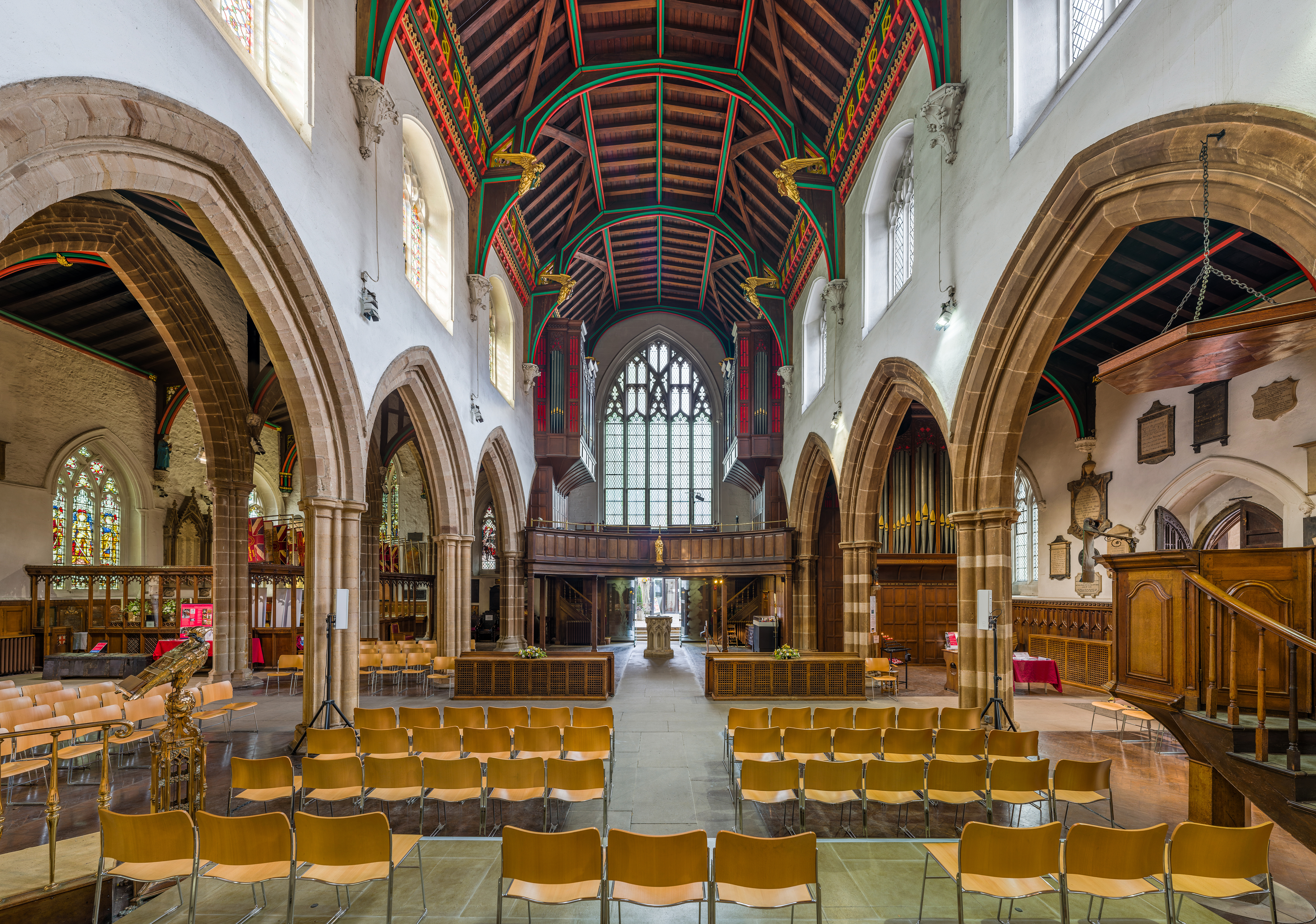
التصميم الداخلي

كاتدرائية ليستر هي عبارة عن مبنى محمي من الدرجة الثانية يتكون من صحن كبير ومذبح مع كنيستين صغيرتين، إلى جانب برج يبلغ ارتفاعه 220 قدمًا تمت إضافته في عام 1862. خضع المبنى للعديد من مشاريع الترميم على مر القرون، بما في ذلك أعمال المهندس المعماري الفيكتوري رافائيل براندون، ويبدو المبنى اليوم على الطراز القوطي إلى حد كبير. داخل الكاتدرائية، تم تصميم الحاجز الخشبي الكبير الذي يفصل الصحن عن المذبح من قبل تشارلز نيكولسون ونحته بومان من ستامفورد. في عام 2015، تم تحريك الشاشة شرقًا لتقف أمام قبر ريتشارد الثالث، كجزء من إعادة الترتيب، التي قامت به شركة فان هينجين وهوارد للاعمال المعمارية.

### رواق فوغان
تم تصميم رواق فوغان الواقع في الجانب الجنوبي من الكنيسة من قبل جيه إل بيرسون، الذي كان أيضًا مهندس كاتدرائية ترورو. تم تسميته برواق فوغان لأنه أقيم في ذكرى عائلة فوغان الذين خدموا على التوالي كقساوسة خلال جزء كبير من القرن التاسع عشر. يصور الجزء الأمامي من الرواق سبع شخصيات قديسة موضوعة في محراب من الحجر الرملي. أسماء القساوسة السبع كالتالي.
- كان غوثلاك سي (من سنة 673 إلى سنة 713) قديسًا مسيحيًا من لينكولنشاير عاش عندما أصبحت ليستر أبرشية لأول مرة في عام 680
- كان هيو من لينكولن (حوالي من سنة 1135 إلى سنة 1200) راهبًا فرنسيًا أسس ديرًا كارثوسيًا وعمل على إعادة بناء كاتدرائية لنكولن بعد أن دمرها زلزال عام 1185. في العصر النورماندي، كانت ليستر تقع ضمن صلاحية أبرشية لينكولن.
- كان روبرت جروسيتيست (حوالي سنة 1175 إلى 1253) رجل دولة إنجليزيًا وفيلسوفًا مدرسيًا وعالمًا وأسقف لنكولن. وهو أيضًا أشهر رؤساء شمامسة ليستر في العصور الوسطى.
- كان جون ويكليف (من عام 1329 إلى 1384) باحثًا في أكسفورد واشتهر بتشجيع اثنين من أتباعه على ترجمة الكتاب المقدس إلى الإنجليزية. يبدأ «كتاب الشهداء» الشهير لفوكس (الذي يحيي ذكرى الأبطال البروتستانت في عصر الإصلاح) بجون ويكليف.
- كان هنري هاستينغز (حوالي سنة 1535 إلى 1595) هو إيرل مدينة هانتينغدون الثالث. كان منزل إيرل هانتينغدون في ليستر في لوردز بليس قبالة هاي ستريت في ليستر، وبقيت ماري، ملكة اسكتلندا هناك كسجينة في رحلتها إلى كوفنتري.
- كان ويليام تشيلينجورث (من عام 1602 إلى 1643) عالم لاهوت من أكسفورد، وصديقًا لجيريمي تيلور وابن شقيق رئيس الأساقفة لاود. كان رئيسًا لمستشفى ويجستون وأصبح قسيسًا للجيش الملكي في الحرب الأهلية.
- كان ويليام كونور ماجي (من عام 1821 إلى 1891) أسقف بيتربورو وشجع على بناء العديد من الكنائس الفيكتورية الشهيرة في ليستر وعدد كبير من المدارس الصغيرة. قام بتعيين أول أسقف ليستر في سفراجان، فرانسيس تيشنس، في عام 1888. أصبح ماجي فيما بعد رئيس أساقفة يورك.

### المعابد
تحتوي الكاتدرائية على أربع معابد (في اللغة الإنكليزية: chapel) منفصلة، ثلاثة منها مخصصة لقديس مختلف. تعمل معابد القديسة كاثرين والقديس دونستان كمعابد جانبية وتستخدم أحيانًا للخدمات الصغيرة والوقفات الاحتجاجية. معبد سانت جورج، الذي يقع في الجزء الخلفي (أو الغربي) من الكاتدرائية يخلد ذكرى القوات المسلحة، ويحتوي على نصب تذكارية لأولئك من مقاطعة ليستر الذين قُتلوا في النزاعات السابقة. معبد المسيح الملك الجديدة مجاورة للنافذة الشرقية.
يقع معبد القديسة كاثرين على الجانب الشمالي من الكاتدرائية على يسار الحرم. في النافذة فوق المذبح توجد القديسة كاثرين، التي تم ربطها بعجلة وتعذيبها (ومن هنا سميت الألعاب النارية باسمها). يوجد أدناه لوحة منحوتة تُظهر يسوع على الصليب مع مريم ويوحنا على جانبيه. كما تم تصوير القديس فرانسيس الأسيزي وشاعر القرن السابع عشر روبرت هيريك - في الواقع، يشار إلى المعبد أحيانًا باسم «معبد هيريك».
يقع معبد القديس دونستان على الجانب الآخر من مذبح معبد القديسة كاثرين، وهو مخصص خصيصًا للناس للصلاة فيه. يوجد شمعة تحترق في مصباح معلق لتظهر أن سر جسد المسيح ودمه محفوظان هنا ليأخذوه إلى المرضى الذين لا يستطيعون القدوم إلى المعبد. جدران المعبد مغطاة بالنصب التذكارية للأشخاص الذين يصلون في المعبد. وقد صورت مشاهد في النافذة الجنوبية الشرقية، من حياة القديس دونستان، رئيس أساقفة كانتربري في القرن العاشر.
كان معبد القديس جورج معبد صغير لنقابة القديس جورج. تم الاحتفاظ هنا بالتمثال الذي تمثل القديس الوطني الإنجليزي، على ظهر حصان، ويتم نقله في الشوارع سنويًا في 23 أبريل في موكب يُعرف باسم «ركوب جورج».  تظهر أسطورة قتل جورج تنينًا في إحدى نوافذ المعبد. أعيد بناء المعبد، المحاط بحاجز خشبي منحوت، في عام 1921، ويحتوي على نصب تذكارية لرجال فوج مقاطعة ليستر الملكي. هنا يتم تسجيل وتذكر تكريم معركة الفوج وأسماء القتلى في شبه جزيرة القرم وجنوب إفريقيا وحربين عالميتين.
تم إنشاء معبد المسيح الملك الجديد في الطرف الشرقي من الكاتدرائية كجزء من إعادة ترتيب أعمال دفن ريتشارد الثالث. 

## الخدمات
تتبع كاتدرائية ليستر طقوس كنيسة إنجلترا وتستخدم العبادة المشتركة في القربان المقدس الكورالي الرئيسي يوم الأحد.

## طاقم الكاتدرائية

### رؤساء الكنسية والعمداء
- 1934-1927 فريدريك ماكنوت (كان أول رئيس لكاتدرائية ليستر، وعمل أيضًا كرئيس شمامسة ليستر، للفترة 1921-1938، ثم أصبح لاحقًا أحد نواب الشريعة في كاتدرائية كانتربري، للفترة 1938-1948)
- 1954-1938 هربرت جونز (رئيس كنيسة مانشستر فيما بعد، للفترة 1954-1963)
- 1958-1954 ميرفين أرمسترونج (فيما بعد أسقف جارو، للفترة 1958-1965)
- 1963-1958 ريتشارد مايستون
- 1978-1963 جون هيوز
- 1992-1978 آلان وارن
- 1999-1992 ديريك هول

تم تغيير لقب «رئيس الكنيسة» (في اللغة الإنكليزية: Provost) في عام 2002 إلى «عميد» (في اللغة الإنكليزية: Dean). 
- 2012-2000 فيف فول (كانت أول عميدة لكاتدرائية ليستر بعد إعادة تسمية المنصب في عام 2002. كانت أيضًا أول عميدة انثى يتم تعيينها في كنيسة إنجلترا.[24] أصبحت عميدة جامعة يورك مينستر في سبتمبر 2012).[25]
- 2013 حتى الآن ديفيد مونتيث [26]

### الموظفين
- مدير الموسيقى - كريستوفر أوفري جونز
- مساعد مدير الموسيقى ورئيس التواصل الموسيقي - روزي فينتر
- عضو مشارك - ديفيد كوين
- مسؤول شؤون الكاتدرائية - بيفرلي كوليت
- رئيس الخدمات - نيل أديسون

## الكورال
تتكون جوقة كورال كاتدرائية ليستر من جوقة كورال الأولاد وجوقة كورال الفتيات ومغنوا الكاتدرائية. يتم تجنيد الفتيان والفتيات من المدارس في جميع أنحاء مدينة ومقاطعة ليستر، في حين أن العديد من المطربين انضموا في الأصل إلى الجوقة للتدرب على اداءهم الصوتي، واستمروا في العمل بعد انتهاء تدريبهم. تقدم الكاتدرائية أيضًا منحًا دراسية تبلغ قيمتها حوالي 1000 جنيه إسترليني سنويًا لطلاب السنة الجامعية الأولى في جامعة ليستر وجامعة دي مونتفورت. بينما تنتج الجوقة أحيانًا أقراصًا مضغوطة وتسجيلات أخرى، فهي أيضًا واحدة من جوقات الكاتدرائية القليلة التي يبدو أنها لم تظهر أبدًا على برنامج راديو بي بي سي 3 كورال إيفينسونغ على الرغم من أنها كانت تبث اغاني كورال عدة مرات في الأيام التي اعتاد فيها البرنامج على البث في خدمة بي بي سي الرئيسية. كجزء من الاستعدادات لإعادة دفن ريتشارد الثالث في كاتدرائية ليستر، صمم مصمم الأثاث البريطاني لوك هوغز أثاثًا جديدًا للجوقة ورجال الدين  من خشب البلوط الصلب لتصميم كورالي جديد داخل صحن الكنيسة.
تشارك الجوقة في المهرجانات المنتظمة، حيث يقام مهرجان المدرسة الملكية لموسيقى الكنيسة ‏ السنوي لمقاطعة ليسترشاير في سبتمبر غالبًا في الكاتدرائية نفسها. في كل عام خلال شهر فبراير، تنضم الجوقة إلى الجوقات الأخرى الموجودة في كاتدرائيات ديربي وكوفنتري، ومؤخراً، بدأت تنضم الجوقة إلى ساوثويل مينستر فيما يُعرف باسم مهرجان ميدلاندز فور كورز. تتناوب واجبات الاستضافة بين الكاتدرائيات الأربع، على الرغم من اختيار الاخراج الموسيقي وإجراء العرض والاداء من قبل مديري الموسيقى من جميع الجوقات المشاركة.

### جولات الجوقة
تقوم جوقة الكاتدرائية بجولات في الخارج عادة مرة كل ثلاث إلى أربع سنوات، وفي عامي 1998 و2005 قاموا بزيارة اليابان. شملت الوجهات الأخرى في الخارج زيارة ولاية رود ايلاند في الولايات المتحدة، إضافة إلى زيارة ألمانيا وفرنسا. في بعض السنين، تمضي الجوقة أسبوعًا خلال الصيف في الإقامة في كنيسة كاتدرائية إنجليزية أخرى، مثل لينكولن وويلز ويورك وتشيستر.  كما تقضي جوقات الأولاد والبنات، وكذلك المغنيون الأصغر سنًا خمسة أيام في أغسطس في لاوندي ابي، وهو منزل اعتزال ويستعمل في المؤتمرات أيضا في شرق مقاطعة ليستر.

## ألاجراس
يحتوي برج الكاتدرائية على 13 جرسًا. يمكن سماع هذه الأصوات في أمسيات الخميس وصباح الأحد، مع دقات مميزة في الأيام الخاصة.

## قبر ريتشارد الثالث

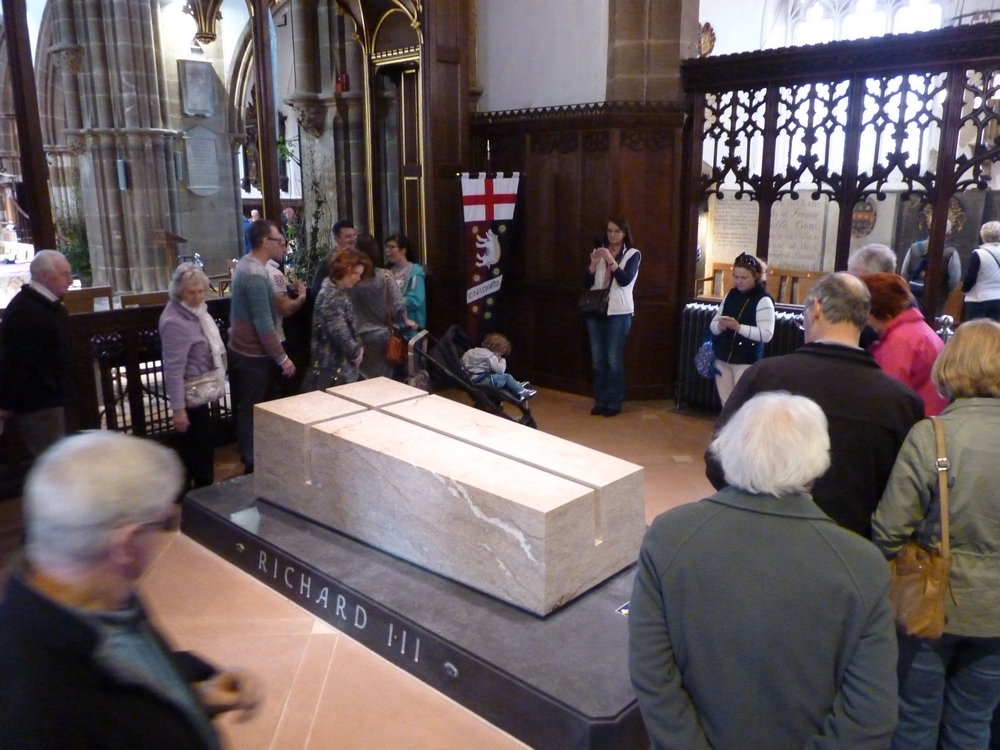
قبر ريتشارد الثالث. اللوح الحجري يتناقص في الارتفاع والعرض باتجاه الشرق، مما يستدعي فكرة مواجهة الشرق تحسباً للقيامة.

في أغسطس 2012، بدأ مجلس مدينة ليستر وجامعة ليستر وجمعية ريتشارد الثالث في البحث تحت موقف للسيارات في ليستر، للعثور على رفات الملك ريتشارد الثالث.
في 26 مارس 2015، أعيد دفن ريتشارد الثالث في كاتدرائية ليستر. كان آخر دفن لملك إنجليزي قبل ذلك قبل 43 عامًا، لإدوارد الثامن، دوق وندسور، في عام 1972.
تم تصميم قبر الكاتدرائية بواسطة شركة فان هاينينجن وهاورد للمعمارية  وتم البناء بواسطة شركة جيمس ايليوت. يشتمل شاهد القبر على صليب محفور بعمق في كتلة مستطيلة من الحجر الأحفوري الباهت المسمى سواليدال المستخرج من شمال يوركشاير. وهي ترتكز على قاعدة منخفضة من الحجر الجيري الغامق المسمى كيلكيني، ومحفور عليه اسم ريتشارد وتواريخ ميلاده ومماته، والشعار الخاص به. تم النحت بواسطة غاري بريز وستيوارت بوكلي. وتم نحت شعار المملكة بواسطة توماس غريناواي. 
توجد بقايا ريتشارد الثالث في مستودع عظام رصاص داخل تابوت من خشب البلوط الإنجليزي صنعه مايكل إبسن، وهو سليل مباشر لأخت ريتشارد آن أوف يورك. يقع التابوت في قبو مبطن بالطوب أسفل الأرض، تحت القاعدة وشاهدة القبر. 